# Pack Up Your Sins and Go to the Devil
Pack Up Your Sins and Go to the Devil ist ein Lied, das Irving Berlin verfasste und 1922 veröffentlichte.

## Hintergrund
Irving Berlin schrieb Pack Up Your Sins and Go to the Devil für die Revue Music Box Revue of 1922, wo ihn die McCarthy Sisters vorstellten. In der Show beförderte eine Komödiantin im roten Teufelskostüm die auf der Bühne anwesenden Jazzmusiker symbolisch in die Hölle; dazu erklang die Textzeile: They've got a couple of old reformers in heaven, making them go to bed at eleven. Pack Up Your Sins and Go to the devil, and you'll never hae to go to bed at all:
Berlin experimentierte Anfang der 1920er-Jahre damit, Songs mit unregelmäßigen Rhythmen zu arbeiten, wie zunächst in „Everybody Step“ (1921). Pack Up Your Sins war eine der für Irving Berlin charakteristischen Double Songs, indem er für eine neue Komposition zwei ähnliche ältere Stücke verschmolz.

## Erste Aufnahmen und spätere Coverversionen
Zu den Musikern, die den Song ab 1922 aufnahmen, gehörten Paul Whiteman (Victor 18983), Vincent Lopez and his Hotel Pennsylvania Orchestra (Okeh 4762), Emil Coleman (Vocalion 14462) und das Cal Smith American Orchestra (Gennett 5011). In den folgenden Jahren wurde Pack Up Your Sins  u. a. von Chick Webb / Ella Fitzgerald, Joan Morris, Chris Ellis (mit Digby Fairweather) und Brooks Kerr (Salutes Irving Berlin) eingespielt.
In Berlin nahm der deutsche Jazzpionier Eric Borchard den Foxtrot unter dem Titel „Pack dein Zeug und geh zum Teufel“ im Januar 1924 für die „Grammophon“ auf.
Ethel Merman interpretierte den Song in dem Musikfilm Alexander’s Ragtime Band (1938); die Verwendung des Songs löste eine Kontroverse mit der amerikanischen Zensurbehörde (Breen Office) aus, die argwöhnte, der Liedtext könnte religiöse Gefühle verletzen, insbesondere hinsichtlich der Textphrasen No one gives a damn und H-E-Double-L is a wonderful spot, was dazu führte, dass Irving Berlin den Liedtext mehrmals umarbeiten musste.